# 타지키스탄 축구 국가대표팀
타지키스탄 축구 국가대표팀(타지크어: Тими миллии футболи Тоҷикистон)은 타지키스탄을 대표하는 축구 국가대표팀으로 타지키스탄 축구 연맹에서 관리하고 있다. 대표팀 별칭은 '왕관'이며 1992년 6월 17일 우즈베키스탄을 상대로 국제 A매치 첫 경기를 치렀으며 현재 홈 구장으로는 20,000명을 수용할 수 있는 파미르 스타디움을 사용하고 있다.

## 국제 대회 경력

### FIFA 월드컵
현재까지 월드컵 본선 경험은 전무하지만 2022년 FIFA 월드컵 아시아 지역 2차 예선에서 4승 1무 3패·F조 2위로 2023년 AFC 아시안컵 3차 예선에 오르며 타지키스탄 축구 역사상 월드컵 지역 예선 최고 성적을 거두었다.

### AFC 아시안컵
2023년 대회를 통해 사상 첫 메이저 대회 본선에 출전하여 1승 1무 1패·A조 조별리그 2위로 사상 첫 16강에 오른 후 16강에서 2015년과 2019년 대회 4강팀 아랍에미리트를 상대로 승부 차기까지 가는 접전 끝에 승리를 거두며 사상 첫 메이저 대회 8강에 오르는 기염을 토했다.

### AFC 챌린지컵
챌린지컵 본선에는 4번 출전하여 이 중 초대 대회 2006년 대회에서 AFC 주관 대회 사상 첫 우승컵을 들어 올렸고 그 다음 대회 2008년 대회에서는 준우승의 성과를 거두었으며 2010년 대회에서는 3위에 입상했다.

### 아시안 게임
성인 대표팀 시절에는 1998년 대회에 유일하게 참가하여 이 대회에서 16강에 이름을 올렸고 U-23 대표팀으로는 2번 출전하여 이 중 2014년 대회에서 16년만에 16강 진출에 성공했다.

## 기타 국제 대회 경력
방글라데시에서 열린 2018년 방가반두컵에서는 팔레스타인에게 결승에서 0-1로 패하면서 준우승을 차지했다. 1993년 에코컵에서 3위에 입상했고 1997년 서아시아 경기 대회에서도 4위의 성적을 거두었으며 2005년 이슬라믹 솔리대리티 경기 대회와 2006년 엘프컵에서는 모두 조별리그 탈락의 쓴 잔을 마셨다. 다만 2006년 엘프컵 B조 조별리그 1차전에서 티베트를 3-0으로 물리쳤다.

## 국제 대회 기록

### FIFA 월드컵
| FIFA 월드컵 본선 기록  | FIFA 월드컵 본선 기록 | FIFA 월드컵 본선 기록 | FIFA 월드컵 본선 기록 | FIFA 월드컵 본선 기록 | FIFA 월드컵 본선 기록 | FIFA 월드컵 본선 기록 | FIFA 월드컵 본선 기록 | FIFA 월드컵 본선 기록 | FIFA 월드컵 본선 기록 |               | FIFA 월드컵 예선 기록 | FIFA 월드컵 예선 기록 | FIFA 월드컵 예선 기록 | FIFA 월드컵 예선 기록 | FIFA 월드컵 예선 기록 | FIFA 월드컵 예선 기록 | FIFA 월드컵 예선 기록 |
| ---------------------- | --------------------- | --------------------- | --------------------- | --------------------- | --------------------- | --------------------- | --------------------- | --------------------- | --------------------- | ------------- | --------------------- | --------------------- | --------------------- | --------------------- | --------------------- | --------------------- | --------------------- |
| 년도                   | 순위                  | 결과                  | 경기                  | 승                    | 무*                   | 패                    | 득점                  | 실점                  | 승점                  | 경기          | 승                    | 무                    | 패                    | 득점                  | 실점                  | 승점                  |                       |
| 1930년 부터 1990년까지 | 소련으로 참가         | 소련으로 참가         | 소련으로 참가         | 소련으로 참가         | 소련으로 참가         | 소련으로 참가         | 소련으로 참가         | 소련으로 참가         | 소련으로 참가         | 소련으로 참가 | 소련으로 참가         | 소련으로 참가         | 소련으로 참가         | 소련으로 참가         | 소련으로 참가         | 소련으로 참가         |                       |
| 1994년                 | 없음                  | 없음                  | 없음                  | 없음                  | 없음                  | 없음                  | 없음                  | 없음                  | 없음                  | 없음          | 없음                  | 없음                  | 없음                  | 없음                  | 없음                  | 없음                  |                       |
| 1998년                 | 예선 탈락             | 예선 탈락             | 예선 탈락             | 예선 탈락             | 예선 탈락             | 예선 탈락             | 예선 탈락             | 예선 탈락             | 예선 탈락             | 6             | 4                     | 1                     | 1                     | 15                    | 2                     | 13                    |                       |
| 2002년                 | 예선 탈락             | 예선 탈락             | 예선 탈락             | 예선 탈락             | 예선 탈락             | 예선 탈락             | 예선 탈락             | 예선 탈락             | 예선 탈락             | 2             | 1                     | 0                     | 1                     | 16                    | 2                     | 3                     |                       |
| 2006년                 | 예선 탈락             | 예선 탈락             | 예선 탈락             | 예선 탈락             | 예선 탈락             | 예선 탈락             | 예선 탈락             | 예선 탈락             | 예선 탈락             | 8             | 4                     | 1                     | 3                     | 9                     | 9                     | 13                    |                       |
| 2010년                 | 예선 탈락             | 예선 탈락             | 예선 탈락             | 예선 탈락             | 예선 탈락             | 예선 탈락             | 예선 탈락             | 예선 탈락             | 예선 탈락             | 4             | 1                     | 2                     | 1                     | 7                     | 4                     | 5                     |                       |
| 2014년                 | 예선 탈락             | 예선 탈락             | 예선 탈락             | 예선 탈락             | 예선 탈락             | 예선 탈락             | 예선 탈락             | 예선 탈락             | 예선 탈락             | 8             | 2                     | 1                     | 5                     | 7                     | 18                    | 7                     |                       |
| 2018년                 | 예선 탈락             | 예선 탈락             | 예선 탈락             | 예선 탈락             | 예선 탈락             | 예선 탈락             | 예선 탈락             | 예선 탈락             | 예선 탈락             | 8             | 1                     | 2                     | 5                     | 9                     | 20                    | 5                     |                       |
| 2022년                 | 예선 탈락             | 예선 탈락             | 예선 탈락             | 예선 탈락             | 예선 탈락             | 예선 탈락             | 예선 탈락             | 예선 탈락             | 예선 탈락             | 8             | 4                     | 1                     | 3                     | 14                    | 12                    | 13                    |                       |
| 2026년                 | 예선 탈락             | 예선 탈락             | 예선 탈락             | 예선 탈락             | 예선 탈락             | 예선 탈락             | 예선 탈락             | 예선 탈락             | 예선 탈락             | 6             | 2                     | 2                     | 2                     | 11                    | 7                     | 8                     |                       |
| 2030년                 | 미정                  | 미정                  | 미정                  | 미정                  | 미정                  | 미정                  | 미정                  | 미정                  | 미정                  | 미정          | 미정                  | 미정                  | 미정                  | 미정                  | 미정                  | 미정                  |                       |
| 2034년                 | 미정                  | 미정                  | 미정                  | 미정                  | 미정                  | 미정                  | 미정                  | 미정                  | 미정                  | 미정          | 미정                  | 미정                  | 미정                  | 미정                  | 미정                  | 미정                  |                       |
| 합계                   | –                     | 0/21                  | –                     | –                     | –                     | –                     | –                     | –                     | -                     | 44            | 17                    | 8                     | 19                    | 77                    | 67                    | 59                    |                       |

### AFC 아시안컵
| AFC 아시안컵 본선 기록 | AFC 아시안컵 본선 기록                | AFC 아시안컵 본선 기록                | AFC 아시안컵 본선 기록                | AFC 아시안컵 본선 기록                | AFC 아시안컵 본선 기록                | AFC 아시안컵 본선 기록                | AFC 아시안컵 본선 기록                | AFC 아시안컵 본선 기록                | AFC 아시안컵 본선 기록                |                                       | AFC 아시안컵 예선 기록                | AFC 아시안컵 예선 기록                | AFC 아시안컵 예선 기록                | AFC 아시안컵 예선 기록                | AFC 아시안컵 예선 기록                | AFC 아시안컵 예선 기록                | AFC 아시안컵 예선 기록 |
| ---------------------- | ------------------------------------- | ------------------------------------- | ------------------------------------- | ------------------------------------- | ------------------------------------- | ------------------------------------- | ------------------------------------- | ------------------------------------- | ------------------------------------- | ------------------------------------- | ------------------------------------- | ------------------------------------- | ------------------------------------- | ------------------------------------- | ------------------------------------- | ------------------------------------- | ---------------------- |
| 년도                   | 순위                                  | 결과                                  | 경기                                  | 승                                    | 무*                                   | 패                                    | 득점                                  | 실점                                  | 승점                                  | 경기                                  | 승                                    | 무                                    | 패                                    | 득점                                  | 실점                                  | 승점                                  |                        |
| 1956년 부터 1988년까지 | 소련으로 참가                         | 소련으로 참가                         | 소련으로 참가                         | 소련으로 참가                         | 소련으로 참가                         | 소련으로 참가                         | 소련으로 참가                         | 소련으로 참가                         | 소련으로 참가                         | 소련으로 참가                         | 소련으로 참가                         | 소련으로 참가                         | 소련으로 참가                         | 소련으로 참가                         | 소련으로 참가                         | 소련으로 참가                         |                        |
| 1992년                 | 없음(독립국가연합으로 유로 대회 참가) | 없음(독립국가연합으로 유로 대회 참가) | 없음(독립국가연합으로 유로 대회 참가) | 없음(독립국가연합으로 유로 대회 참가) | 없음(독립국가연합으로 유로 대회 참가) | 없음(독립국가연합으로 유로 대회 참가) | 없음(독립국가연합으로 유로 대회 참가) | 없음(독립국가연합으로 유로 대회 참가) | 없음(독립국가연합으로 유로 대회 참가) | 없음(독립국가연합으로 유로 대회 참가) | 없음(독립국가연합으로 유로 대회 참가) | 없음(독립국가연합으로 유로 대회 참가) | 없음(독립국가연합으로 유로 대회 참가) | 없음(독립국가연합으로 유로 대회 참가) | 없음(독립국가연합으로 유로 대회 참가) | 없음(독립국가연합으로 유로 대회 참가) |                        |
| 1996년                 | 예선 탈락                             | 예선 탈락                             | 예선 탈락                             | 예선 탈락                             | 예선 탈락                             | 예선 탈락                             | 예선 탈락                             | 예선 탈락                             | 예선 탈락                             | 2                                     | 1                                     | 0                                     | 1                                     | 4                                     | 5                                     | 3                                     |                        |
| 2000년                 | 예선 탈락                             | 예선 탈락                             | 예선 탈락                             | 예선 탈락                             | 예선 탈락                             | 예선 탈락                             | 예선 탈락                             | 예선 탈락                             | 예선 탈락                             | 3                                     | 2                                     | 0                                     | 1                                     | 6                                     | 5                                     | 6                                     |                        |
| 2004년                 | 예선 탈락                             | 예선 탈락                             | 예선 탈락                             | 예선 탈락                             | 예선 탈락                             | 예선 탈락                             | 예선 탈락                             | 예선 탈락                             | 예선 탈락                             | 6                                     | 2                                     | 2                                     | 2                                     | 3                                     | 5                                     | 8                                     |                        |
| 2007년                 | 예선 탈락                             | 예선 탈락                             | 예선 탈락                             | 예선 탈락                             | 예선 탈락                             | 예선 탈락                             | 예선 탈락                             | 예선 탈락                             | 예선 탈락                             | AFC 챌린지컵 배정                     | AFC 챌린지컵 배정                     | AFC 챌린지컵 배정                     | AFC 챌린지컵 배정                     | AFC 챌린지컵 배정                     | AFC 챌린지컵 배정                     | AFC 챌린지컵 배정                     |                        |
| 2011년                 | 예선 탈락                             | 예선 탈락                             | 예선 탈락                             | 예선 탈락                             | 예선 탈락                             | 예선 탈락                             | 예선 탈락                             | 예선 탈락                             | 예선 탈락                             | AFC 챌린지컵 배정                     | AFC 챌린지컵 배정                     | AFC 챌린지컵 배정                     | AFC 챌린지컵 배정                     | AFC 챌린지컵 배정                     | AFC 챌린지컵 배정                     | AFC 챌린지컵 배정                     |                        |
| 2015년                 | 예선 탈락                             | 예선 탈락                             | 예선 탈락                             | 예선 탈락                             | 예선 탈락                             | 예선 탈락                             | 예선 탈락                             | 예선 탈락                             | 예선 탈락                             | AFC 챌린지컵 배정                     | AFC 챌린지컵 배정                     | AFC 챌린지컵 배정                     | AFC 챌린지컵 배정                     | AFC 챌린지컵 배정                     | AFC 챌린지컵 배정                     | AFC 챌린지컵 배정                     |                        |
| 2019년                 | 예선 탈락                             | 예선 탈락                             | 예선 탈락                             | 예선 탈락                             | 예선 탈락                             | 예선 탈락                             | 예선 탈락                             | 예선 탈락                             | 예선 탈락                             | 16                                    | 5                                     | 3                                     | 8                                     | 25                                    | 29                                    | 18                                    |                        |
| 2023년                 | 8강                                   | 8위                                   | 5                                     | 1                                     | 2                                     | 2                                     | 3                                     | 4                                     | 5                                     | 11                                    | 6                                     | 2                                     | 3                                     | 19                                    | 12                                    | 20                                    |                        |
| 2027년                 | 미정                                  | 미정                                  | 미정                                  | 미정                                  | 미정                                  | 미정                                  | 미정                                  | 미정                                  | 미정                                  | 6                                     | 2                                     | 2                                     | 2                                     | 11                                    | 7                                     | 8                                     |                        |
| 합계                   | 최고 성적: 8강 (1회)                  | 1/9                                   | 5                                     | 1                                     | 2                                     | 2                                     | 3                                     | 4                                     | 5                                     | 38                                    | 16                                    | 7                                     | 15                                    | 57                                    | 56                                    | 55                                    |                        |

### AFC 챌린지컵
| 년도   | 결과      | 경기      | 승        | 무*       | 패        | 득점      | 실점      | 승점      |
| ------ | --------- | --------- | --------- | --------- | --------- | --------- | --------- | --------- |
| 2006년 | 우승      | 6         | 5         | 0         | 1         | 18        | 2         | 15        |
| 2008년 | 준우승    | 5         | 2         | 2         | 1         | 7         | 5         | 8         |
| 2010년 | 3위       | 5         | 3         | 0         | 2         | 8         | 5         | 9         |
| 2012년 | 조별리그  | 3         | 1         | 0         | 2         | 3         | 4         | 3         |
| 2014년 | 예선 탈락 | 예선 탈락 | 예선 탈락 | 예선 탈락 | 예선 탈락 | 예선 탈락 | 예선 탈락 | 예선 탈락 |
| 합계   | 우승(1회) | 19        | 11        | 2         | 6         | 36        | 16        | 35        |

### 아시안 게임
| 아시안 게임 기록       | 아시안 게임 기록   | 아시안 게임 기록   | 아시안 게임 기록   | 아시안 게임 기록   | 아시안 게임 기록   | 아시안 게임 기록   | 아시안 게임 기록   | 아시안 게임 기록   | 아시안 게임 기록   |
| 년도                   | 결과               | 순위               | 경기               | 승                 | 무*                | 패                 | 득점               | 실점               | 승점               |
| ---------------------- | ------------------ | ------------------ | ------------------ | ------------------ | ------------------ | ------------------ | ------------------ | ------------------ | ------------------ |
| 1951년 부터 1990년까지 | 없음 소련으로 참가 | 없음 소련으로 참가 | 없음 소련으로 참가 | 없음 소련으로 참가 | 없음 소련으로 참가 | 없음 소련으로 참가 | 없음 소련으로 참가 | 없음 소련으로 참가 | 없음 소련으로 참가 |
| 1994년                 | 불참               | 불참               | 불참               | 불참               | 불참               | 불참               | 불참               | 불참               | 불참               |
| 1998년                 | 16강               | 14위               | 5                  | 1                  | 1                  | 3                  | 8                  | 13                 | 4                  |
| 합계                   | 1회 출전(1/2)      | 16강(2회)          | 5                  | 1                  | 1                  | 3                  | 8                  | 13                 | 4                  |

## 주요 선수
- 다브론 에르가셰프
- 아흐탐 나자로프
- 누리딘 다브로노프
- 파트훌로 파트훌로예프
- 아미르벡 유라보예프
- 마누체흐르 잘릴로프
- 야혼기르 에르가셰프
- 시요부시 아스로로프

## 같이 보기
- 분류:타지키스탄 남자 축구 국가대표팀 선수